# اسید اولپادرونیک
اسید اولپادرونیک (انگلیسی: Olpadronic acid) یک داروی بیس فسفونات است. این دارو به عنوان بخشی از حمایت از درمان علائم سرطان در موارد سطوح بالای کلسیم خون (هیپرکلسمی) و کاهش شکستگی/دردی که در نتیجه گسترش سرطان به استخوان (متاستاز) است، استفاده می‌شود.